# Cylicobathra argocoma
Cylicobathra argocoma är en fjärilsart som beskrevs av Edward Meyrick 1914. Cylicobathra argocoma ingår i släktet Cylicobathra och familjen äkta malar.
Artens utbredningsområde är Kenya. Inga underarter finns listade i Catalogue of Life.